# Động đất Puebla 2017
Trận Động đất Puebla 2017 xảy ra lúc 13:14 giờ CDT (18:14 UTC) vào ngày 19 tháng 9 năm 2017 với cường độ Mw  7.1 và  những rung lắc mạnh trong khoảng 20 giây, cách Thành phố Puebla khoảng 55 km (34 dặm). Nó gây ra thiệt hại ở các bang Puebla, Morelos và khu vực Vùng đô thị México, bao gồm sự sụp đổ của hơn 40 tòa nhà. Hệ thống cảnh báo động đất SASMEX của Mexico đã cảnh báo 20 giây tại thành phố Mexico. Một ngày sau trận động đất, có 248 người thiệt mạng và hơn 800 người bị thương.
Trận động đất xảy ra vào ngày kỷ niệm lần thứ 32 của trận động đất năm 1985 tại thành phố Mexico, giết chết khoảng 10.000 người, kỷ niệm một cuộc diễn tập động đất quốc gia vào lúc 11 giờ sáng theo giờ địa phương, hai giờ trước khi trận động đất xảy ra. Sự kiện này theo sau một trận động đất thậm chí còn lớn hơn ngoài khơi bờ biển của bang Chiapas mười một ngày trước đó.